# 86

## Родени
- 19 септември – Антонин Пий, римски император